# Alfredo Savini
Alfredo Savini (Bologna, 3 aprile 1868 – Verona, 28 ottobre 1924) è stato un pittore italiano.

## Biografia

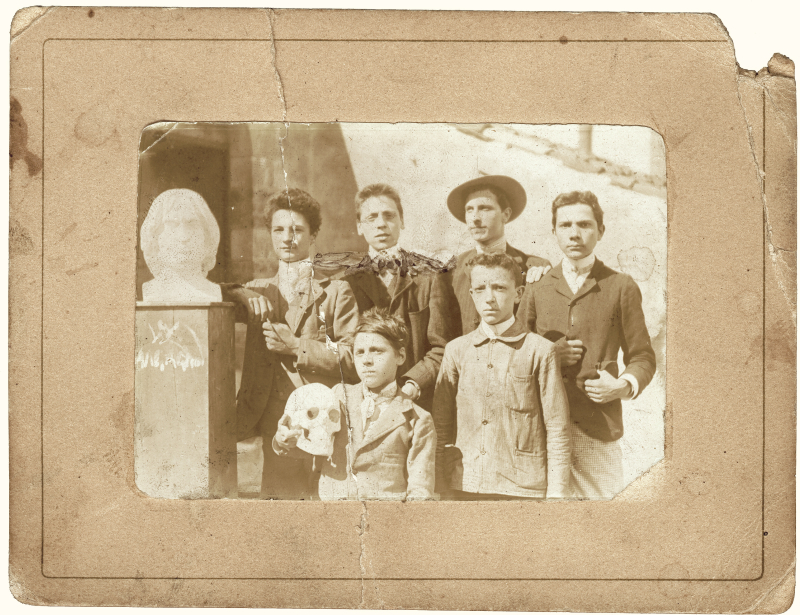
Alfredo Savini tra gli allievi dell'Accademia Cignaroli, anno 1905 (alla sua sinistra Antonio Nardi)

Frequentò l'Accademia di Belle Arti di Bologna
Nel 1900 fu nominato, per concorso, direttore dell'Accademia di belle arti Gian Bettino Cignaroli di Verona, succedendo a Mosè Bianchi, e svolse tale incarico fino al 1924, quando, ancora in piena attività, morì il 28 ottobre.
Fu suo merito l'avere rinnovato i metodi d'insegnamento dell'Accademia Cignaroli, con l'istituzione della "scuola all'aperto", per mettere gli allievi a contatto diretto con la natura.
Ettore Beraldini, Antonio Nardi, Guido Trentini, Giuseppe Zancolli, Alessandro Zenatello ed Angelo Zamboni furono suoi allievi.
La pittura di Alfredo Savini, ispirata all'ambiente che lo circondava, ma priva di effetti folcloristici e molto attenta all'armonia dei colori, è stata collocata all'interno della corrente storico artistica italiana conosciuta come Verismo.

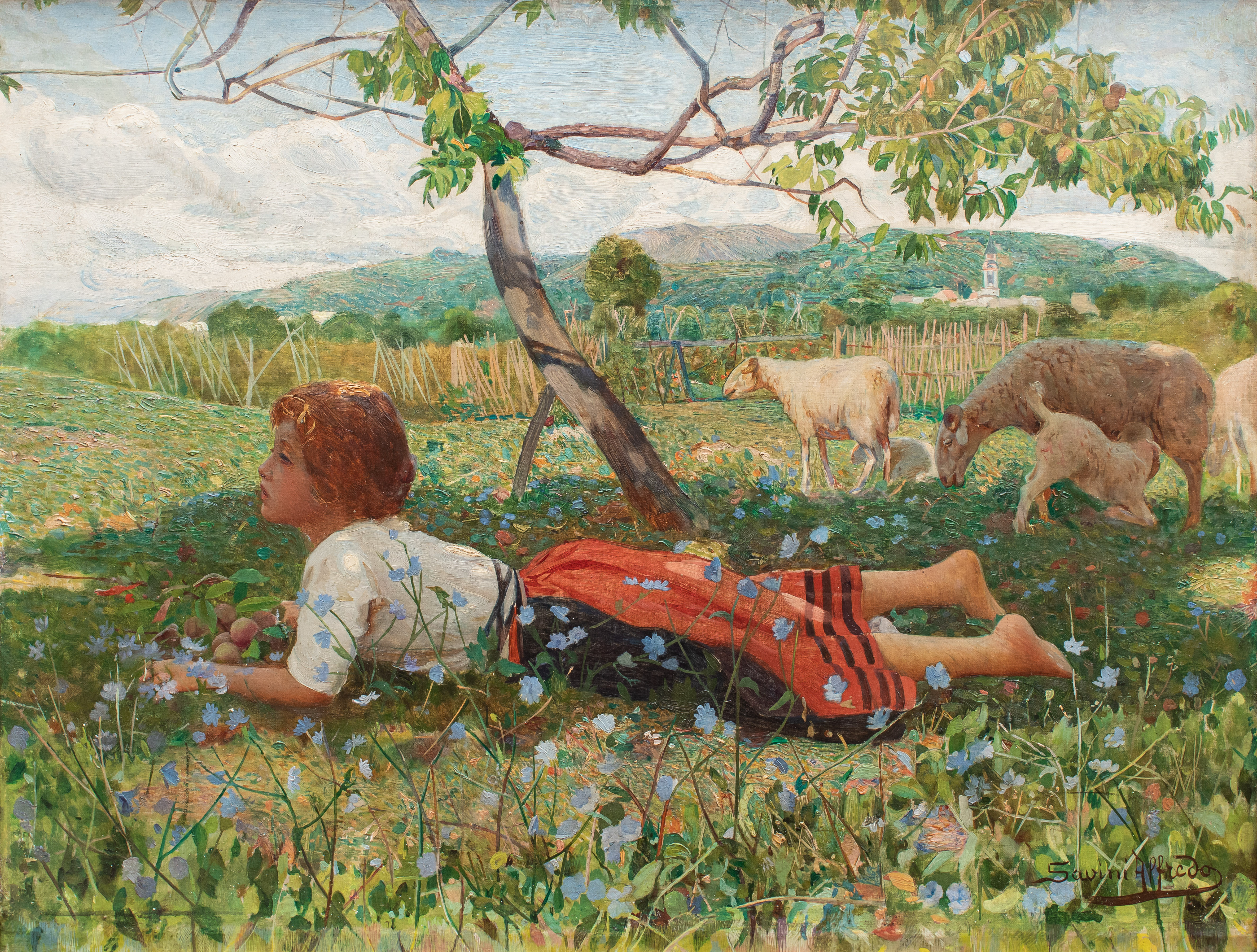
Alfredo Savini, La raccolta delle albicocche, s.d., olio su tela, 49x65 cm, Museo Ottocento Bologna

Nel periodo precedente alla prima guerra mondiale, fu presente alla Biennale di Venezia del 1905 con il dipinto Pescatori a Garda (Accompagnando le reti).
Al termine della prima guerra mondiale fu parte attiva nella crescita culturale ed artistica della città di Verona, collaborando alla realizzazione delle mostre tenute nel palazzo del Museo Civico, come l'Esposizione d'Arte Pro Assistenza Civica del 1918, alla quale partecipò con alcune sue opere, e l'Esposizione Cispadana di Belle Arti degli artisti soldati e congedati del 1919.
Nel 1925 gli fu riservata la prima sala nella XXXIX Esposizione Nazionale d'Arte della Società di Belle Arti di Verona.
Nel 1974 gli fu dedicata una mostra commemorativa a Bologna, nel complesso monumentale del Baraccano.

## Opere
Sue opere si trovano presso:

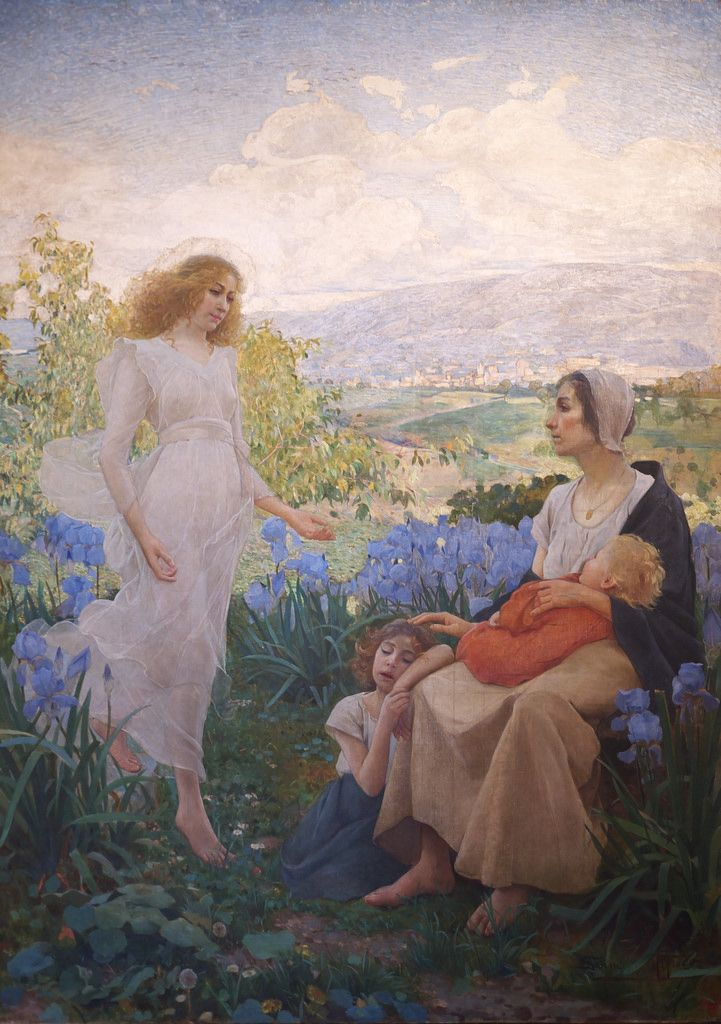
Auxilium Ex Alto, 1896

- Galleria d'arte moderna (Bologna): Auxilium ex Alto 1896 , Bambina con pecore 1897, Mia figlia 1908.

- Galleria d'arte moderna Palazzo Forti di Verona : Figura femminile in nero 1903  Archiviato il 25 febbraio 2014 in Internet Archive., Ritratto della figlia sul colle 1915.

- Verona, Fondazione Domus Cariverona: Pescatori a Garda.
- Bologna, Museo Ottocento Bologna: La raccolta delle albicocche s.d.

- Collezionisti Privati.